# Universidad del Aconcagua
La Universidad del Aconcagua es una universidad privada argentina, constituida como una asociación civil sin fines de lucro. Fue fundada en la ciudad de Mendoza el 17 de mayo de 1965.

## Historia
En Mendoza y en 1965 se crearon el Instituto Superior de la Empresa y el Instituto Superior de Psicología. Los mismos fueron agrupados en 1966 en el Instituto de Enseñanza Superior del Aconcagua. Al finalizar dicho año, luego de una extensa y profunda evaluación, los asambleístas fundadores decidieron ajustar y cambiar las denominaciones señaladas, en primer término, por las de Facultad de Ciencias Sociales y Administrativas y Facultad de Psicología, respectivamente. Además, resolvieron la creación de una nueva facultad: la Facultad de Economía y Ciencias Comerciales y dispusieron que las actividades de la misma comenzaran en 1967. Las tres facultades se integraron bajo una nueva categoría y denominación: Universidad del Aconcagua. Finalmente, nuestra institución fue reconocida oficialmente y en forma definitiva como Universidad Privada en 1973 (Decreto 2227, Poder Ejecutivo Nacional). 

## Facultades y Carreras
La Universidad del Aconcagua, desde sus orígenes e ininterrumpidamente, se dedica a la formación académica superior. Actualmente, está conformada por las siguientes unidades académicas: 
- Facultad de Ciencias Sociales y Administrativas
- Facultad de Psicología
- Facultad de Ciencias Económicas y Jurídicas
- Facultad de Ciencias Médicas
- Escuela Superior de Lenguas Extranjeras

Además cuenta con el Colegio de la Universidad del Aconcagua, de nivel secundario que desde 2007 se adecuó a la Ley Nacional de Educación y el Ciclo de Licenciaturas San Pedro Nolasco. La investigación científica está representada por el Consejo de Investigaciones de la Universidad del Aconcagua (CIUDA) que depende directamente del Rectorado y por los institutos de investigación de cada una de las unidades académicas.  Cabe señalar, como hito significativo, la evaluación institucional realizada por la Comisión Nacional de Evaluación y Acreditación Universitaria (CoNEAU) en el año 2006.
Facultad de Ciencias Sociales y Administrativas
- Lic. en Comercio Internacional
  - Tec. en Régimen Aduanero
  - Tec. Superior en Aduanas y Comercio Exterior
- Lic. en Comercialización 
  - Analista en Comercialización
- Lic. en Informática y Desarrollo de Software
  - Programador Superior Universitario
  - Tec. Universitaria en Desarrollo de Software
- Lic. en Telecomunicaciones
  - Tec. en Telecomunicaciones
- Lic. en Relaciones Institucionales
  - Tec. Universitaria en Ceremonial
- Lic. en Publicidad
- Lic. en Diseño Gráfico
- Lic. en Turismo y Hotelería
  - Tec. Universitaria en Turismo y Hotelería
- Sommelier

Facultad de Psicología
- Lic. en Psicología
- Lic. en Niñez, Adolescencia y Familia
  - Tec. Universitaria en Niñez, Adolescencia y Familia
- Lic. en Criminalística
  - Tec. Universitaria en Documentología
- Lic. en Accidentología Vial
  - Tec. Universitaria en Accidentología Vial
- Calígrafo Público Nacional
- Tec. Universitaria en Seguridad Ciudadana

Facultad de Ciencias Económicas y Jurídicas
- Contador Público Nacional
- Lic. en Economía
- Lic. en Administración
  - Analista en Administración
- Abogacía
- Escribanía
  - Bachiller en Derecho

Facultad de Ciencias Médicas
- Medicina
- Lic. en Fonoaudiología y Terapia del Lenguaje
- Lic. en Obstetricia
- Lic. en Calidad, Medio Ambiente e Higiene y Seguridad en el Trabajo

Escuela de Lenguas Extranjeras
- Traductorado Público de Inglés
- Profesorado Universitario en Lengua y Cultura Inglesa
  - Tec. Superior en Comunicación para el Sector Vitivinícola